# Evolver (film)

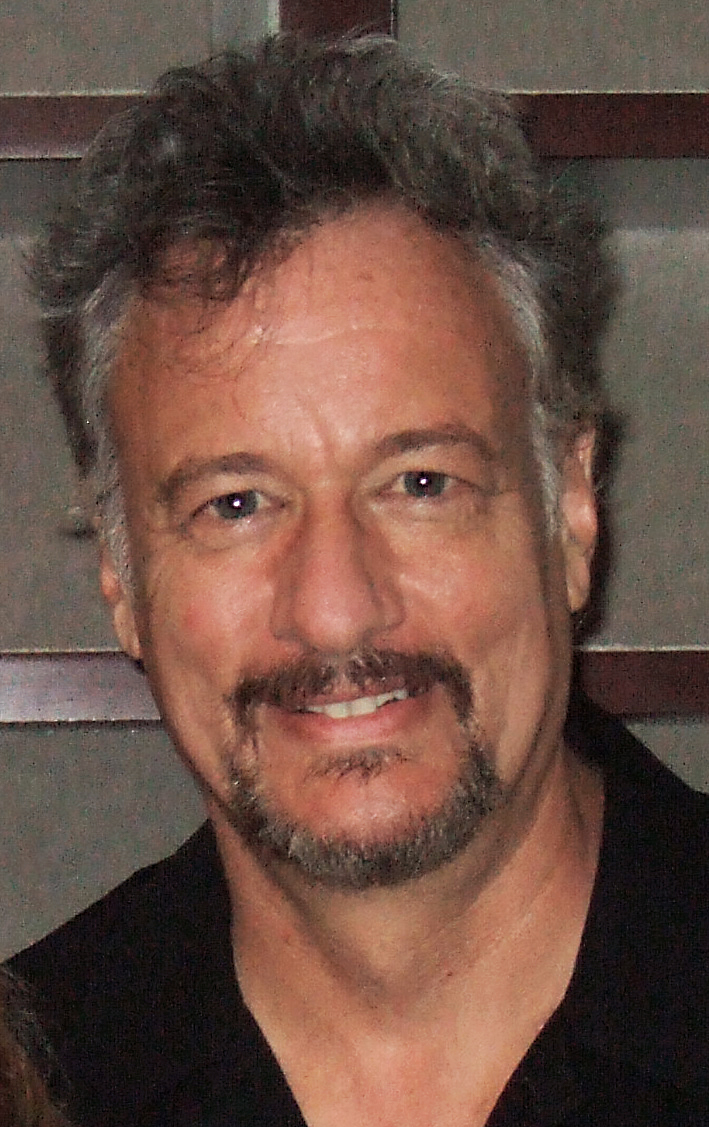
John de Lancie, acteur du film dans le rôle de Russel Bennett

Evolver est un film de science-fiction et d'horreur américain réalisé par Mark Rosman, sorti en 1995.

## Synopsis
De jeunes gens ont obtenu un robot adversaire que les joueurs sont censés combattre avec des pistolets scanners. Par la suite ce robot devient incontrôlable et attaque les gens.

## Fiche technique
- Titre : Evolver
- Réalisateur : Mark Rosman
- Scénario : Mark Rosman & Manny Coto
- Production : A Blue Rider Pictures
- Directeur de la photographie : Jacques Haitkin
- Directeur de la production : Karen Dare
- Coproducteur : Andrew Hersh
- Producteur exécutif : Mark Amin
- Producteurs : Jeff Geoffray, Walter Josten & Henry Seggerman
- Effets spéciaux : Steve Johnson
- Genre : Science-fiction, horreur
- Durée : 87 minutes
- Sortie : 1995
- Interdit aux moins de 12 ans

## Distribution
- Ethan Randall : Kyle Baxter
- William H. Macy : Evolver (voix)
- Cindy Pickett : Melanie Baxter
- John de Lancie : Russell Bennett
- Paul Dooley : Jerry Briggs
- Tim Griffin : Dwight

## Autour du film
- Les effets spéciaux de cette sorte de mix entre Brainscan et Small Soldiers ont été réalisés par Steve Johnson (Abyss, Predator ou encore SOS Fantômes). De plus dans Shopping (film, 1986), ça se passe la même façon.